# Гюда Вестволл Гансен
Гюда Вестволл Гансен (норв. Gyda Westvold Hansen)— норвезька лижна двоборка, триразова чемпіонка світу. 
Золоту медаль чемпіонки світу Вестволл Гансен виборола на світовій першості 2021 року, що проходила в німецькому Оберстдорфі, до програми якої вперше входило лижне двоборство серед жінок. Дисципліна складалася зі стрибків з нормального трампліна й 5-кілометрового лижного кросу. На чемпіонаті світу 2023 року вона повторила свій успіх. Третю золоту медаль вона завоювала на першості 2023 року в словенській Планиці в змаганнях змішаних команд.